# Distretto di Pakhtachi
Il distretto di Pakhtachi (usbeco Paxtachi) è uno dei 14 distretti della Regione di Samarcanda, in Uzbekistan. Il capoluogo è Ziadin.
| Controllo di autorità | VIAF (EN) 152660017 |